# Gulpannad eufonia
Gulpannad eufonia (Euphonia hirundinacea) är en centralamerikansk fågel i familjen finkar inom ordningen tättingar. Arten är talrik, men minskar i antal.

## Utseende och läte
Gulstrupig eufonia är en liten (10 cm), färgglad fink. Hanen är liksom flera andra eufonior huvudsakligen mörkblå ovan och gul under. Särskiljande är kombinationen av gul panna, gul strupe och en vit fläck på buken. Även honan har den vita bukfläcken, men är i övrigt färgad matt grön. Lätet är ett snabbt "chee-dee-dee".

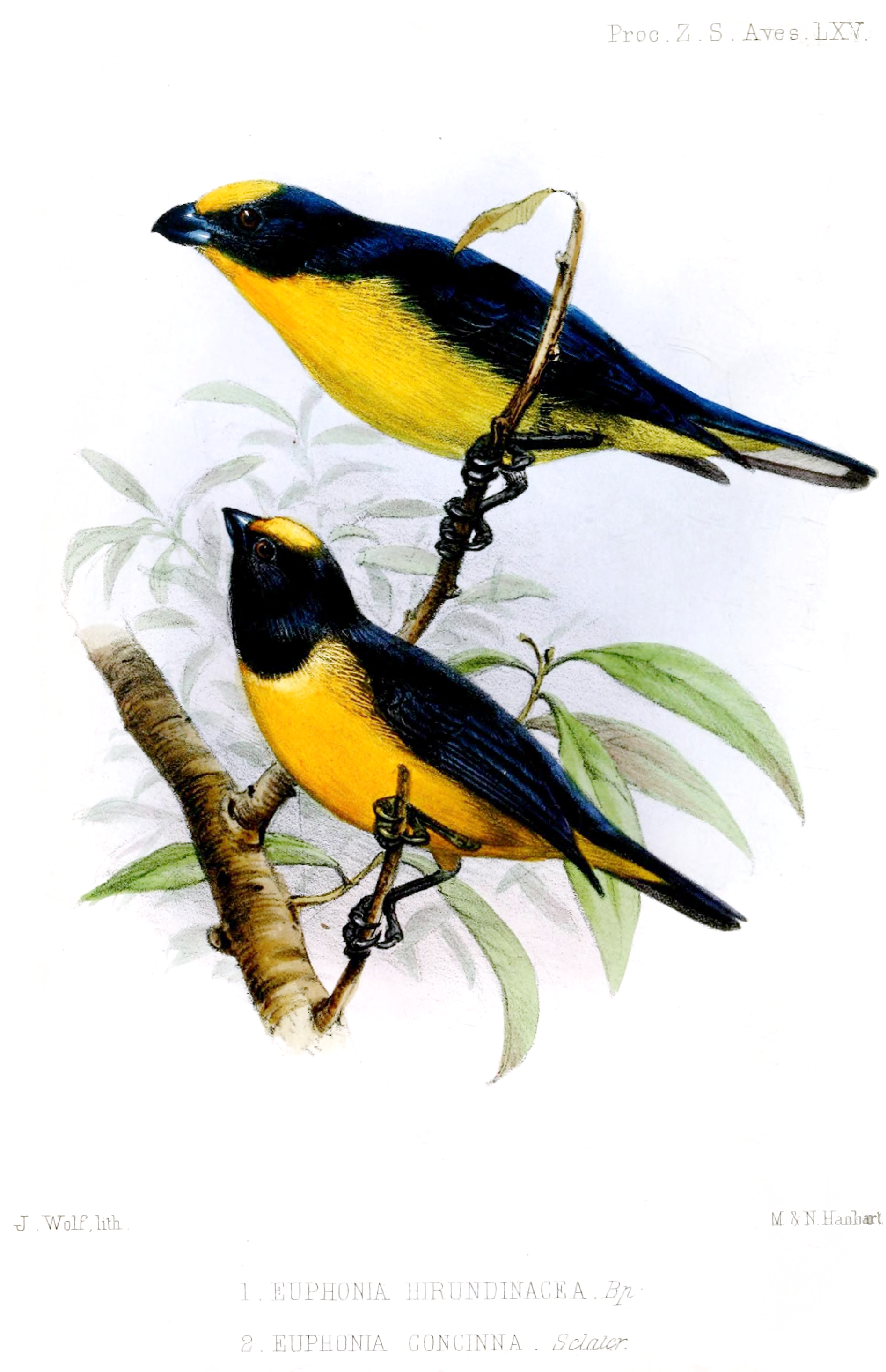

## Utbredning och systematik
Gulpannad eufonia delas in i två underarter med följande utbredning:
- Euphonia hirundinacea hirundinacea – låglänta områden mot Karibien från östra Mexiko till östra Nicaragua
- Euphonia hirundinacea gnatho – nordvästra Nicaragua till Costa Rica och västligaste Panama

Vissa urskiljer ytterligare två underarter, suttoni med utbredning i östra Mexiko och caribbaea i sydcentrala Mexiko.

### Familjetillhörighet
Tidigare behandlades släktena Euphonia och Chlorophonia som tangaror, men DNA-studier visar att de tillhör familjen finkar, där de tillsammans är systergrupp till alla övriga finkar bortsett från släktet Fringilla.

## Levnadssätt
Gulstrupig eufonia påträffas i både torra och fuktiga miljöer, huvudsakligen utmed skogskanter, i ungskog och skuggiga plantage. Den lever av frukt och bär, troligen även insekter. Populär föda är mistelbär (Loranthaceae) men lokalt även fikon. Fågeln häckar mellan maj och august i Mexiko, i juni i Belize, mars-maj i Guatemala och huvudsakligen april-juli i Costa Rica.

## Status och hot
Arten har ett stort utbredningsområde och en stor population, men tros minska i antal, dock inte tillräckligt kraftigt för att den ska betraktas som hotad. Internationella naturvårdsunionen IUCN listar därför arten som livskraftig (LC). Beståndet uppskattas till i storleksordningen en halv till fem miljoner vuxna individer.